# Vincent Lambe
Vincent Lambe (Dublin, Irlanda, 1 de dezembro de 1980) é um cineasta, produtor cinematográfico e roteirista irlandês. Como reconhecimento, foi nomeado ao Óscar 2019 na categoria de Melhor Curta-metragem por Detainment (2018).